# Something Rotten!
Something Rotten! és una comèdia musical original amb un llibret de John O'Farrell i Karey Kirkpatrick i música i lletra de Karey i Wayne Kirkpatrick. Ambientada el 1595, la història segueix els germans Bottom, Nick i Nigel, que lluiten per trobar èxit en el món teatral, ja que competeixen amb la popularitat salvatge del seu contemporani William Shakespeare.
Something Rotten! va estrenar-se al St. James Theatre de Broadway en prèvies el 23 de març de 2015 i es va estrenar oficialment el 22 d'abril de 2015. Va ser nominat a deu premis Tony, inclòs el de millor musical, i en va guanyar un (Christian Borle al  millor actor de repartiment de musical). El seu àlbum de repartiment va rebre una nominació al premi Grammy'2016 al millor àlbum de teatre musical.

## Antecedents
El musical va començar amb una idea que els germans Karey i Wayne Kirkpatrick havien tingut des de la dècada de 1990. Finalment, es van unir amb John O'Farrell per escriure diverses cançons i van presentar aquestes cançons i un tracte al productor Kevin McCollum el 2010. L'equip es va unir amb Casey Nicholaw, que va presentar diversos dels actors, el que va resultar al taller el 2014.
Something Rotten! s'esperava que tingués una temporadaprèvia a Broadway al 5th Avenue Theatre de Seattle, a l'abril de 2015. Tanmateix, quan un teatre de Broadway va estar disponible, Kevin McCollum va decidir obrir l'espectacle sense la prova de Seattle. "David Armstrong, director artístic de 5th Avenue Theatre, va dir «... que després del brunzit positiu que envoltava el taller del musical a l'octubre de 2014, ell i el senyor McCollum van començar a discutir la possibilitat que l'espectacle no anés a Seattle a favor de Broadway.» El laboratori de desenvolupament va tenir lloc a la ciutat de Nova York a l'octubre de 2014 amb Casey Nicholaw com a director i coreògraf.

## Produccions
Something Rotten! s'estrenà al St. James Theatre de Broadway en prèvies el 23 de març de 2015 i s'estrenà oficialment el 22 d'abril, dirigit i coreografiat per Casey Nicholaw, amb l'escenografia dissenyada per Scott Pask, vestuari de Gregg Barnes i il·luminació de Jeff Croiter. La producció de Broadway va tancar l'1 de gener de 2017 després de 742 funcions.
L'espectacle va llançar una gira nacional dels Estats Units amb preestrenes al Proctors Theatre de Schenectady, Nova York, el 10 de gener de 2017, abans d'estrenar-se oficialment a l'Opera de Boston el 17 de gener. El repartiment de gira comptava amb Rob McClure (Nick Bottom), Adam Pascal (Shakespeare) i Josh Grisetti (Nigel Bottom).
L'espectacle també va llançar una gira nacional Non-Equity a partir del 19 de setembre de 2018 al RiverCenter per a les arts escèniques a Columbus, Geòrgia. Les gira era protagonitzada per Matthew Janisse (Nick Bottom), Matthew Baker (Shakespeare) i Richard Spitaletta (Nigel Bottom) i va ser portat a l'escena per Steve Bebout (director associat de la producció original de Broadway). El juny de 2019, l'espectacle va tenir una breu carrera del 9 al 30 de juny al Chungmu Art Centre Grand Theatre de Seül, Corea, marcant la destinació final de la gira.

## Sinopsi

### Acte I
El "musical" s'obre amb "El Joglar" donant la benvinguda al públic al Renaixement anglès ("Welcome to the Renaissance"). Comenta als assistents que "no tothom està aconseguint el que vol", fent referència a Nick Bottom, que dirigeix un grup de teatre amb el seu germà Nigel. Estan assajant la seva propera obra "Richard II", mentre que William Shakespeare (anomenat "The Bard") estrena Romeo i Julieta. Lord Clapham, un mecenes que confia en els germans i recapta fons per a la seva tropa, entra a anunciar que Shakespeare fa "Ricard II". La notícia indigna a Nick, car Shakespeare ja va fer "Ricard III", i el pensament de tornar enrere li sembla absurd. Es preocupa del seu odi de Shakespeare als membres de la tropa, que estan horroritzats ("God, I Hate Shakespeare"). Lord Clapham surt, dient als germans que els aturarà els seus fons. a menys que tinguin una altra obra l'endemà al matí.
Nigel i Nick se'n van a casa seva, i en el camí es troba amb el jueu Shylock. Shylock manifesta el seu desig d'ajudar a finançar la tropa, però Nick el rebutja ja que és il·legal emprar un jueu. Bea, l'esposa de Nick, els explica els esdeveniments del seu dia i com ha comprat el seu sopar mentre el serveix. Estalvien per a una vida millor i, quan Nick intenta obrir la caixa de diners, Bea li treu la mà. Bea li explica com podria ajudar-los a sortir-se'n, però Nick és ambivalent ("Right Hand Man"). Malgrat els arguments de Nick, Bea surt a fer feines que Nick afirma que són per als homes. Mentre Nigel dorm, Nick s'enfronta a la veritable raó per la qual odia Shakespeare: "The Bard" fa que Nick se senti autoconscient ("God, I Hate Shakespeare (Reprise)"). Ell desitja que hi hagi una manera de colpejar Shakespeare, i robar de la caixa de diners per veure un endeví. En troba un anomenat Thomas Nostradamus (nebot del famós Nostradamus). Nick li pregunta quina serà la propera gran cosa del teatre i Nostradamus diu que serà "A Musical", una obra on "un actor diu les seves línies i, del no-res, només comença a cantar ...." Nick pensa que és ridícul, però ràpidament li agrada la idea ("A Musical").
Més tard, Nick es troba amb Nigel al carrer. Nigel acaba de conèixer a Portia, una puritana i la filla del germà Jeremiah, i de seguida s'enamoren. Nick li diu que no l'hauria de perseguir perquè és puritana. Els puritans marxen i Nick li explica a Nigel què va dir el que va dir, però deixa de dir-li que no era la pròpia idea de Nick. Nigel vol fer "The Brothers from Cornwall", la història de la vida dels dos germans, però Nick veta que ha de ser més gran i decideix fer una obra de teatre sobre la Pesta Negra. La tropa interpreta una cançó per a Lord Clapham (”The Black Death”), que li repugna i abandona la tropa.
Nigel s'asseu per intentar escriure una obra nova. Portia s'escapa per veure'l i descobreix més sobre les seves similituds, sobretot en la forma en què els encanta la poesia. ("I Love the Way"). Arriba un missatger amb una invitació a Nigel per assistir a "Shakespeare in the Park" i una festa posterior. Nigel explica a Portia que va enviar un dels seus sonets a The Bard per rebre informació. Nigel pregunta al missatger si Portia pot ser el seu "més un".
Al parc, Shakespeare actua per a la gent ("Will Power"). Nigel i Portia van a la festa posterior, on Portia s'embriaga. Shakespeare demana llegir el diari de poemes i escrits de Nigel, però Nick es troba amb Shylock i castiga Shakespeare per intentar robar les idees de Nigel, a més de reprimir a Nigel per la seva ingenuïtat. El germà Jeremiah corre a buscar una Portia borratxa i amonesta de nou a Nigel.
En un atac de ràbia, Nick torna a Nostradamus amb el que li queda dels diners que va robar a la caixa dels diners. Demana a Nostradamus que li digui quin serà el nou èxit de Shakespeare i Nostradamus veu "Hamlet", però ho interpreta malament com "Truita" (en anglès, "Omelette"), entre d'altres errors (com el príncep menjant una pastisseria danesa en lloc de ser un príncep danès). S'emociona amb les possibilitats d'èxit i els somnis d'un futur en què la gent s'anima i Shakespeare s'inclina cap a ell ("Bottna's Gonna Be Top").

### Acte II
El Joglar dona la benvinguda al públic i els explica les tensions que enfronten els germans Bottom i Shakespeare ("Welcome to the Renaissance (Reprise)"). Shakespeare mostra l'estrès al qual s'intenta escriure èxits i gestionar la seva fama ("Hard To Be The Bard"). Un espia li diu que els germans estan intentant robar el proper èxit de Shakespeare. Un emocionat Shakespeare decideix disfressar-se de "Toby Belch" i fer una audició a la tropa dels germans per tal de robar-los l'obra.
Mentrestant, la tropa assaja "Truita: el Musical" ("Són ous!"). Shylock s'ha convertit en el seu nou inversor, encara que no poden trobar un títol que faria legal el seu paper. Quan alguns dels actors sospiten de Nostradamus i per què és al seu teatre, Nick menteix i diu que Nostradamus és un actor. "Toby Belch" arriba al teatre i és contractat per a la companyia. Li sorprèn descobrir que el seu èxit es tracta d'ous.
Nigel surt cap el Pont de Londres per veure Portia, on va llegir-li un altre poema sobre el seu amor per ella. Es preocupa pel seu futur junts, però Portia el tranquil·litza dient que tothom, fins i tot Nick i el germà Jeremiah, canviaran d'opinió sobre la seva relació quan sentin els bells sonets de Nigel ("We See the Light"). Nigel no està molt satisfet amb "Truita" i afirma que no se sent bé. El germà Jeremiah interromp els amants i porta a Portia per ser empresonat a una torre per desobeir. Entristit per la pèrdua del seu amor, Nigel s'inspira a escriure una obra completament diferent que es revela que és Hamlet.
L'endemà Nigel entra al teatre i li explica a Nick les seves noves millores. Entren en un gran argument i Shakespeare intenta aprofitar la seva esquadra per aconseguir el seu èxit ("To Thine Own Self"). Un ferit Nigel surt al carrer i es troba enfrontat per Shakespeare, que li roba el seu èxit sota el pretext de "millorar-lo". Més tard, Nigel topa amb Bea, que li explica que encara haurien de confiar en Nick perquè sempre poden caure sobre ell si ho necessiten ("Right Hand Man" (Reprise)).
Nick també té bones qualificacions sobre "Truita: el Musical", però rebutja aquests dubtes una vegada que s'assabenta que la ciutat envoltava tot el teatre per obtenir entrades. Ell i la tropa es preparen per a l'espectacle ("Something Rotten!") Un cop arriba el públic, interpreten un número de ball que té moltes referències a musicals d'actualitat (com ara The Lion King o The Phantom of the Opera) (" ("Make a Omelette"). Cap al final del número, Shakespeare es revela a si mateix i demanda els germans. La tropa i Nigel descobreixen que Nostradamus és un endeví, i queden horroritzats.
Shylock, Nick, Nigel i Nostradamus són a judici i Nick és condemnat a ser decapitat. Bea entra, disfressada d'advocat, i fa que Nick confessa que va robar a la caixa dels diners, i li diu al jutge que la seva decapitació seria redundant perquè ja ha perdut el cap. Ha fet un acord amb Shakespeare que s'exiliaran a Amèrica ("To Thine Own Self" (Reprise)). Ella diu que sempre han volgut una casa de camp nova i que estan aconseguint una casa en un nou país. Després arriba Portia, després d'haver escapat de la torre. Renuncia als ideals del seu pare i s'uneix a l'exili els Bottoms, Shylock i Nostradamus.
Arriben a Amèrica i expliquen a les audiències les noves oportunitats del Nou Món ("Final"). Nick coneix l'obertura de la nova obra mestra de Shakespeare, Hamlet, a la qual Nostradamus respon "M'hi vaig apropar...".

## Música

### Números musicals
Source:
| Acte I - "Welcome to the Renaissance" – Juglar i la Companyia - "God, I Hate Shakespeare" – Nick, Nigel, The Troupe - "Right Hand Man" – Bea, Nick, Nigel - "God, I Hate Shakespeare (Reprise)" – Nick - "A Musical" - Nostradamus, Nick, Conjunt - "The Black Death" – The Troupe - "I Love the Way" – Portia, Nigel - "Will Power" – Shakespeare, Conjunt - "Bottom's Gonna Be on Top" – Nick, Companyia | Acte II - "Welcome to the Renaissance (Reprise)" – Juglar - "Hard to Be the Bard" – Shakespeare i Conjunt - "It's Eggs!" – Nick, The Troupe - "We See the Light" – Portia, Nigel, Brother Jeremiah, Nick, Conjunt - "To Thine Own Self" – Nigel, Nick, Shakespeare i The Troupe - "Right Hand Man (Reprise)" – Bea - "Something Rotten!" – The Troupe - "Make an Omelette" - Nick i la Companyia - "To Thine Own Self (Reprise)" – Nick - "Finale" – La Companyia |

### Enregistrament
Ghostlight Records va llançar l'àlbum original del repartiment de Broadway Something Rotten! el 2 de juny de 2015 a les botigues de música digital i el 17 de juliol de 2015 en CD.
En la gravació, "Something Rotten!" i "Make a Omelette" es combinen en una pista per raó de la brevetat de la primera.